# Гарві Гланс
Гарві Едвард Гланс (англ. Harvey Edward Glance; 28 березня 1957, Фенікс-Сіті, Алабама — 12 червня 2023, Меса, Аризона) — американський легкоатлет, який спеціалізувався в бігу на короткі дистанції.

## Із життєпису
Олімпійський чемпіон в естафеті 4×100 метрів (1976). На Олімпіаді-76 був також четвертим у бігу на 100 метрів.
Чемпіон світу в естафеті 4×100 метрів (1987).
Переможець (1985) та срібний призер (1979) Кубків світу ІААФ в естафеті 4×100 метрів.
Бронзовий призер Універсіади в естафеті 4×100 метрів (1977).
Дворазовий переможець Панамериканських ігор в естафеті 4×100 метрів (1979, 1987).
Срібний призер Панамериканських ігор з бігу на 100 метрів (1979).
Ексрекордсмен світу з бігу на 100 метрів за ручним хронометражем.
Переможець Олімпійського відбору США з бігу на 100 метрів (1976).
Після закінчення змагальної кар'єри перейшов на тренерську роботу. Найтитулованіший з його підопічних — гренадець Кірані Джеймс, олімпійський чемпіон-2012 з бігу на 400 метрів.
Пішов з життя, маючи 66 років.

## Основні міжнародні виступи
| Рік  | Змагання             | Місто        | Місце            | Дисципліна | Примітки         |
| ---- | -------------------- | ------------ | ---------------- | ---------- | ---------------- |
| 1976 | Олімпійські ігри     | Монреаль     | 4                | 100 м      | Відео на YouTube |
| 1976 | 1                    | 4×100 м      | Відео на YouTube |            |                  |
| 1977 | Універсіада          | Софія        | 6                | 100 м      |                  |
| 1977 | 3                    | 4×100 м      |                  |            |                  |
| 1979 | Панамериканські ігри | Пуерто-Рико  | 2                | 100 м      |                  |
| 1979 | 1                    | 4×100 м      |                  |            |                  |
| 1979 | Кубок світу          | Монреаль     | 2                | 4×100 м    |                  |
| 1985 | Кубок світу          | Канберра     | 1                | 4×100 м    |                  |
| 1987 | Панамериканські ігри | Індіанаполіс | 1                | 4×100 м    | Відео на YouTube |
| 1987 | Чемпіонат світу      | Рим          | 4                | 100 м      | Відео на YouTube |
| 1987 | 1                    | 4×100 м      | Відео на YouTube |            |                  |